# Dracophyllum macranthum
Dracophyllum macranthum är en ljungväxtart som beskrevs av E. A. Brown och N. Streiber. Dracophyllum macranthum ingår i släktet Dracophyllum och familjen ljungväxter. Inga underarter finns listade i Catalogue of Life.